# Тёплые Ключи (Красноярский край)
Тёплые Ключи́ — посёлок в Иланском районе Красноярского края. Входит в состав Далайского сельсовета.

## География
Посёлок находится в восточной части края, в пределах Канско-Рыбинской котловины, при железнодорожной линии Уяр — Юрты Транссиба, на расстоянии приблизительно 6 км (по прямой) к северо-западу от Иланского, административного центра района. Абсолютная высота — 270 м над уровнем моря.
Климат
Климат характеризуется как резко континентальный, с продолжительной морозной зимой и коротким тёплым летом. Абсолютный максимум температуры воздуха составляет 38 °C; абсолютный минимум — −53 °C. Продолжительность безморозного периода составляет в среднем 95 дней. Среднегодовое количество атмосферных осадков составляет 422 мм, из которых большая часть выпадает в тёплый период (максимально в июле-августе).

## История
Основана в 1899 году. По данным 1926 года в деревне Тёплый Ключ имелось 54 хозяйств и проживало 325 человек (156 мужчин и 169 женщин). В национальном составе населения преобладали русские. Функционировала школа I ступени. В административном отношении входила в состав Далайского сельсовета Канского района Канского округа Сибирского края.

## Население
| 2010 |
| ---- |
| 23   |

Половой состав
По данным Всероссийской переписи населения 2010 года в гендерной структуре населения мужчины составляли 56,5 %, женщины — соответственно 43,5 %.
Национальный состав
Согласно результатам переписи 2002 года, в национальной структуре населения русские составляли 97 % из 34 че..